# 크비최위

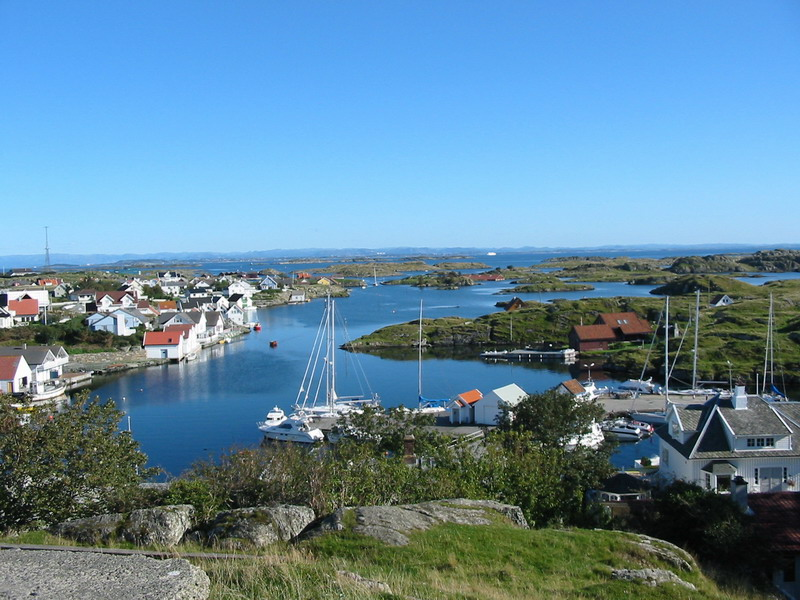
크비최위

크비최위의 위치

크비최위(노르웨이어: Kvitsøy)는 노르웨이 로갈란주의 도시로 면적은 6.29km2, 인구는 534명(2015년 기준), 인구 밀도는 85명/km2이다.

시 문장